# Débuts d'un figurant
Débuts d'un figurant è un cortometraggio muto del 1907. Il nome del regista non viene riportato nei credit.

## Trama
Un provincialotto viene attirato da un cartello posto fuori un teatro che cerca attori. Quando si presenta, il direttore lo assume subito: senz'altro viatico che quello di essere spedito nei camerini a cambiarsi, il giovanotto cerca ora di assumere le sembianze di quello che gli si è chiesto, di trasformarsi da zoticone in cavaliere coraggioso. Alle prove, si rende odioso a tutti, ma viene tollerato. Durante la rappresentazione, però, incorre in una serie di incidenti che lo fanno fischiare dal pubblico e buttare fuori dal palcoscenico. Va a finire nel sottopalco dove capita su un carrello elevatore che lo riporta in scena, dove spunta in mezzo agli attori da una botola sul pavimento. Questa volta, viene  buttato fuori dal teatro in maniera definitiva.

## Produzione
Il film fu prodotto dalla Pathé Frères.

## Distribuzione
Distribuito dalla Pathé Frères, il film - un cortometraggio di 105 metri - uscì nelle sale francesi nel 1907. La Pathé lo distribuì anche negli Stati Uniti, dove venne importato e presentato il 14 dicembre con il titolo inglese A Super's Debut